# Фумелеле Кафу
Фумелеле Кафу (англ. Phumelele Cafu; 28 вересня 1994) — південноафриканський професійний боксер, чемпіон світу за версією WBO (2024—2025) у другій найлегшій вазі.

## Професіональна кар'єра
2018 року дебютував на професійному рингу.
14 жовтня 2024 року в своєму чотирнадцятому бою вийшов на бій проти чемпіона в чотирьох вагових категоріях і володаря титулу WBO в другій найлегшій вазі Косей Танака (Японія). Надіславши по ходу бою чемпіона в нокдаун в п'ятому раунді, претендент здобув перемогу розділеним рішенням суддів.
19 липня 2025 року вийшов на об'єднавчий бій проти чемпіона WBC Джессі Родрігеса і зазнав першої поразки технічним нокаутом в десятому раунді.